# Danguolė Bublienė
Danguolė Bublienė (* 1972) ist eine litauische  Juristin und Richterin, seit 2023 Gerichtspräsidentin.

## Leben
Nach dem Abitur 1990 an der Mittelschule absolvierte Danguolė Bublienė von 1990 bis 1995 das Diplomstudium der Rechtswissenschaften an der Vilniaus universitetas in der litauischen Hauptstadt Vilnius und wurde Diplom-Juristin. 2007 promovierte sie in Rechtswissenschaft. Ab 1994 arbeitete sie als Chefspezialistin, ab 1998 als Leiterin der Unterabteilung für Privatrecht, ab 2001 der Rechtsabteilung am Justizministerium Litauens.
2002 war sie Assistentin an der Rechtsfakultät der Mykolo Romerio universitetas, ab 2003 Assistentin und  bis 2006 Dozentin der Vilniaus universitetas.
Von 2005 bis 2007 war Sekretärin am Bildungsministerium Litauens, von 2007 bis 2017 Rechtsanwältin bei „Baltic Legal Solutions Lietuva“ und 2017 bei „RIDD Vilnius“. Seit November 2017 arbeitet Danguolė Bublienė als Richterin der Zivilsachen, von November 2022 bis März 2023 als Vorsitzende der Zivilkammer und seit März 2023 als bei Lietuvos Aukščiausiasis Teismas.
Danguolė Bublienė ist verheiratet.